# 在ホンジュラス日本国大使館
在ホンジュラス日本国大使館（ざいホンジュラスにほんこくたいしかん、スペイン語: Embajada del Japón en Honduras / Embajada de Japón en Honduras、英語: Embassy of Japan in Honduras）は、ホンジュラスの首都テグシガルパにある日本の大使館。

## 沿革
- 1935年2月、日本とホンジュラスの外交関係が開設される[1]
- 戦間期から戦時中の国交断絶まで、在メキシコ日本帝国公使館が在ホンジュラス日本帝国公使館（在ホンデュラス日本帝国公使館[2]）を兼轄していた
- 1941年12月8日、大日本帝国が英領マレー（現・マレーシア西部）のマレー半島に上陸を開始すると共にアメリカ合衆国のハワイを奇襲して、米英両国に宣戦布告する[3]
- 1941年12月8日、ホンジュラスが大日本帝国に対して宣戦布告する[4]
- 1945年8月15日、第二次世界大戦の敗戦により大日本帝国が崩壊[5]
- 1952年4月28日、サンフランシスコ平和条約の発効により日本国が独立、ホンジュラスも同条約締結国のうちの一国[6]
- 1953年9月4日、ホンジュラスがサンフランシスコ平和条約を批准したことにより二国間関係が再開される（日本は同条約発効前の1951年11月28日に批准済）[7]
- 戦後しばらくは在メキシコ日本国大使館などが在ホンジュラス日本国公使館（在ホンデュラス日本国公使館[2]）を兼轄
- 1967年6月5日、公使館が在ホンジュラス日本国大使館（在ホンデュラス日本国大使館[2]）に昇格する[8]
- 1971年、テグシガルパに在ホンジュラス日本国大使館の実館が開設される[1]

## 所在地
Col. San Carlos, Calzada Rep. Paraguay, Tegucigalpa, M.D.C. 3232